# System prawny Południowej Afryki
System prawny Południowej Afryki – w Południowej Afryce obowiązuje mieszany system prawny, łączący tradycje systemu kontynentalnego (przede wszystkim prawa holenderskiego), common law (prawa Wielkiej Brytanii), oraz lokalnego afrykańskiego prawa zwyczajowego.

## Historia systemu prawnego
Pierwotnie na terenie dzisiejszej Południowej Afryki funkcjonowało wiele lokalnych porządków prawnych, odrębnych dla każdego plemienia. Kiedy w 1652 roku na Przylądek Dobrej Nadziei przybyli Holendrzy z Kompanii Wschodnioindyjskiej, przywieźli ze sobą własne prawo, oparte na tradycji prawa kontynentalnego. Jego znaczenie pozostaje istotne do dziś (szczególnie w zakresie prawa prywatnego). Po przybyciu do Południowej Afryki Anglików, a w szczególności od początków angielskiej kolonizacji kraju (1820 roku) datują się wpływy angielskiego common law. Następuje anglicyzacja prawa i sądownictwa. Oficjalnym językiem prawnym staje się wyłącznie angielski. Zgodnie z brytyjską polityką kolonialną, nie narzucano angielskiego systemu prawnego, lecz pozostawiono kolonii pewną autonomię prawną, przez co  holenderskie i plemienne tradycje prawne zostały częściowo zachowane  (szczególnie na niższych szczeblach sądownictwa).
W 1910 roku powstał Związek Południowej Afryki, który uzyskał niepodległość od Wielkiej Brytanii.

### Apartheid
W 1948 roku do władzy doszła Partia Narodowa, rozwijając rasistowskie ustawodawstwo i tworząc system apartheidu, czyli segregacji rasowej. W dużej mierze wprowadzone ustawy były jedynie kodyfikacją istniejącej już wcześniej praktyki społecznej. Akty te obejmowały nie tylko ludność czarną, ale również hinduską.  Wprowadzone prawo obejmowało rejestrację obywateli ze względu na rasę, zakaz mieszanych rasowo stosunków seksualnych i małżeństw, segregację w dostępie do instytucji i budynków publicznych, oraz rasową segregację miejscowości.
Rosnący opór ludności, a także protesty międzynarodowe doprowadziły do złagodzenia polityki apartheidu. Wyraziło się to m.in. w Konstytucji z 1983 roku, która dopuszczała częściowo czarną i hinduską ludność do władzy. Rozpad systemu apartheidu wiązał się z uchwaleniem kolejnych dwóch konstytucji, z 1993 roku oraz obecnej, z 1996 roku. Dużą rolę w tym procesie odegrała działalność Afrykańskiego Kongresu Narodowego.

## Konstytucja
Obecnie obowiązująca konstytucja jest czwartą z kolei obowiązującą w Republice Południowej Afryki. Dwie poprzednie konstytucje (z 1983 i 1993 roku) były etapami odchodzenia od ustawodawstwa apartheidu. Obecna konstytucja w szerokim stopniu gwarantuje prawa obywatelskie i zakazuje dyskryminacji ze względu na rasę, płeć czy pochodzenie etniczne.
Konstytucja Południowej Afryki została uchwalona 8 maja 1996 roku i weszła w życie 4 lutego 1997 roku. Południowa Afryka jest demokracja parlamentarna. Władzę ustawodawczą sprawuje w niej bikameralny Parlament. Władza wykonawcza powierzona jest prezydentowi, który jest również szefem rządu.

### Prawa człowieka
Mimo konstytucyjnych gwarancji praw człowieka, dochodzi do ich częstego łamania. W kraju dochodzi do represji politycznych, nadużyć władzy przez policję, aktów dyskryminacji ze względu na płeć czy narodowość, oraz licznych aktów przemocy seksualnej.

## Poszczególne gałęzie prawa
Prawo prywatne oparte jest na precedensach i w większości pozostaje nieskodyfikowane. Sądy południowoafrykańskie odwołują się czasami również do precedensów innych krajów tradycji common law (Wielkiej Brytanii, Stanów Zjednoczonych, Australii czy Kanady).
Prawo statutowe funkcjonuje w niektórych obszarach prawa rodzinnego (np. Matrimonial Property Act 88 z 1994, Divorce Act 70 z 1970), handlowego, pracy czy prawa podatkowego.
Prawo karne jest nieskodyfikowane. Procedurę karną zawarto w Criminal Procedure Act 51 z 1971 r.

## System sądownictwa
Dominującym językiem w systemie prawnym jest język angielski, chociaż w użytku jest również afrikaans, a w sądach magistrackich również pozostałe 9 oficjalnych języków.
Najwyższym sądem w kwestiach konstytucyjnych jest Sąd Konstytucyjny (Constitutional Court) z siedzibą w Johannesburgu.
W pozostałych sprawach, najwyższym sądem jest Najwyższy Sąd Apelacyjny (Supreme Court of Appeal) w Bloemfontein. Sądami niższej instancji są Wysokie Sądy (High Courts) i Sądy Magistrackie (Magistrates' Courts). Najniższymi sądami są Sądy Drobnych Roszczeń (Small Claims Court), którym przewodzi komisarz (Commissioner). Do 1994 r. plemienne tradycje prawne były ignorowane. Obecna konstytucja dopuszcza je na najniższym poziomie sądownictwa.
Sądami specjalnymi są m.in. Sąd Gruntowy (Land Claims Court) i Sąd Pracy (Labour Court).